# Partij voor Naastenliefde, Vrijheid en Diversiteit
Partij voor Naastenliefde, Vrijheid en Diversiteit, zkratka PNVD (původně Naastenliefde, Vrijheid en Diversiteit (NVD), česky pod názvem Shovívavost, svoboda a odlišnost), byla nizozemská politická strana založená 31. května 2006.
Mezi hlavní programové body této strany patřily snížení věkové hranice pro legální pohlavní styk na 12 let (strana též uvažuje o úplném zrušení takovéto hranice), legalizace zoofilie, dekriminalizace soukromého držení dětské pornografie, možnost televizních stanic vysílat pornografii po celý den (vyjma té s násilnými scénami), zavedení práva chodit na veřejnosti nahý, propagace sexuální výchovy a snížení věkové hranice pro prostituci a hraní v pornografických filmech na 16 let.
Kromě kontroverzních programových bodů týkajících se sexuální tematiky prosazovala NVD bezplatnou železniční dopravu, omezení pokusů na zvířatech, zákaz lovu a rybolovu a právo užívat takzvané měkké drogy od dvanácti let a takzvané tvrdé drogy od věku šestnáct let.

## Spor o zkratku NVD
Zkratka strany NVD je stejná jako zkratka firmy NVD Beveiligingen, která nechce být nikterak spojována se stranou NVD. Tato bezpečnostní firma vlastní webové stránky NVD.nl na nichž bylo 30. května 2006 zveřejněno prohlášení v šesti jazycích (nizozemština, angličtina, němčina, francouzština, španělština a italština), ve kterém firma NVD Beveiligingen oznámila, že hodlá podniknout právní kroky k tomu, aby ochránila své dobré jméno.